# Holly Edmondston
Holly Edmondston (5 december 1996) is een Nieuw-Zeelandse baan- en wegwielrenster. Edmondston won de ploegenachtervolging op de Oceanische kampioenschappen baanwielrennen in 2015. In 2019 werd ze derde op de ploegenachtervolging tijdens de wereldkampioenschappen baanwielrennen in de Poolse stad Pruszków.
In augustus 2021 nam ze namens Nieuw-Zeeland deel aan de Olympische Spelen in Tokio; ze werd achtste in de ploegenachtervolging en tiende in het omnium.

## Belangrijkste Resultaten

### Wegwielrennen
2019
 Nieuw-Zeelands kampioenschap tijdrijden

### Baanwielrennen
| Jaar     | NK                                                | OK                   | WK                   | Overig                                      |
| Junioren | Junioren                                          | Junioren             | Junioren             | Junioren                                    |
| -------- | ------------------------------------------------- | -------------------- | -------------------- | ------------------------------------------- |
| 2013     | 500m tijdrit · puntenkoers · teamsprint · scratch |                      |                      |                                             |
| 2014     | achtervolging                                     |                      | ploegenachtervolging |                                             |
| Elite    |                                                   |                      |                      |                                             |
| 2015     |                                                   | ploegenachtervolging |                      |                                             |
| 2016     |                                                   | omnium               |                      |                                             |
| 2017     | koppelkoers                                       |                      |                      |                                             |
| 2018     |                                                   |                      |                      |                                             |
| 2019     | achtervolging · omnium                            |                      | ploegenachtervolging | WB Cambridge: ploegenachtervolging, scratch |